# Hochwaidkopf
Le Hochwaidkopf est une montagne qui s’élève à 2 415 m d’altitude dans les Alpes de l'Ötztal, en Autriche.